# Fernando López de Zavalía
Fernando Justo López de Zavalía (San Miguel de Tucumán, 1 de enero de 1929-ibidem, 7 de enero de 2005) fue un jurista, docente y político argentino. Fue uno de los principales referentes de la literatura jurídica argentina en cuanto al derecho privado, vocal en la Corte Suprema de Justicia de su provincia, constituyente provincial y nacional, e inclusive candidato a Presidente de la Nación en 1995.

## Biografía

### Primeros años
Nació el 1 de enero de 1929, fueron sus padres don Roque López Del Sar, y doña Julia Teodora de Zavalía Heller; por línea materna era sobrino nieto de don Juan Heller, y por la paterna estaba emparentado con Juan B. Terán. Ingresó en el Colegio del Sagrado Corazón de San Miguel de Tucumán a la edad de 5 años. El resto del primario lo cursó en la Escuela Normal y la escuela secundaria en el Colegio Nacional Bartolomé Mitre. Posteriormente, estudió en la Universidad de Buenos Aires donde obtuvo los títulos de Abogado y Doctor en Derecho y Ciencias Sociales, con tesis doctoral en el campo del Derecho Público en la que defendiera la constitucionalidad de la reforma de 1949.
Se casó con Julia Susana Franzini en 1962, y tuvieron cuatro hijos, tres de ellos también abogados. Fue fervientemente católico, y defensor de la vida del nasciturus. Sin embargo, se definía como un liberal católico.

### Actividad docente y académica
En la Facultad de Derecho y Ciencias Sociales de la Universidad Nacional de Tucumán. A partir del año 1954, ejerció la docencia en dicha Facultad, en la que enseñó, en distintas épocas y cargos, las materias Derecho Civil I, II, III, y IV, hasta alcanzar, por concurso, la titularidad de la Cátedra de Derecho Civil III, en el año 1959, y más adelante la de Derecho Civil IV (1978), en las que permaneció hasta su renuncia acaecida en el año 1987. Tuvo además a su cargo, durante varios períodos a partir del año 1962, la Dirección del Curso de Adiestramiento del Doctorado en Derecho Civil, y apadrinó, entre otras, las tesis doctorales de Ignacio Colombres Garmendia, René A. Padilla, y Ernesto Wayar. En la cátedra, y a diferencia de sus maestros Guillermo Borda y Jorge Joaquín Llambías, se mostró más próximo a Immanuel Kant que a Tomás de Aquino, de quien era seguidor, como un neokantiano y kelseniano, confeso admirador de Rudolf Stammler, Gustav Radbruch, y Giorgio Del Vecchio, tal cual lo revela una lectura de sus obras, y sobre todo sus concepciones sobre el contrato, y la relación jurídica real. 
Se desempeñó también, como Director del Instituto de Enseñanza Práctica, del que fue su fundador; como Director de la Revista Jurídica de la UNT; Jefe de la Sección de Derecho Comparado; Consejero por los profesores titulares ante los Consejos Universitarios de la Facultad y de la Universidad; y como Director del Instituto de Derecho Civil y Comparado de la Facultad de Derecho y Ciencias Sociales de la UNT, desde 1964 hasta 1987. Además, la representó ante numerosas Jornadas y Congresos, e incluso presidió las Terceras Jornadas de Derecho Civil, y el VI Congreso Internacional de Derecho Procesal. En 1987 renunció a su cátedra, disconforme con los turnos extraordinarios de exámenes (casi uno mensual), que interrumpían el dictado ordinario de clases. El detonante de dicha renuncia, fue la negativa por parte de las autoridades de la Facultad a tratar el otorgamiento de una licencia oportunamente solicitada, para asistir en Roma a un Congreso de Derecho Romano en homenaje a Dalmacio Vélez Sársfield, al que había sido especialmente invitado por los organizadores; frente a dicha renuncia el consejo directivo de la facultad dispuso designar una Comisión Especial para que gestionara su reconsideración, pero la renuncia se mantuvo, y quedó desvinculado de dicha Facultad, a la que solamente volvió años más tarde, para dictar conferencias, o clases en cursos de postgrado.
En los últimos años, se desempeñó como Profesor Titular del Curso de Doctorado de la Universidad Católica Argentina, en la ciudad de Buenos Aires. Recibió la distinción de "Maestro del Derecho" otorgada por la Academia Nacional de Derecho de Córdoba , como así mismo designado director honorario del Instituto de Derecho Civil del Colegio de Escribanos de la Provincia de Buenos Aires y de la Universidad Notarial Argentina, y Colegiado Honorario del Colegio Público de Abogados de la Capital Federal.[cita requerida] Fue también miembro de número de la Academia Nacional de Derecho de Rosario, correspondiente de la Academia Nacional de Derecho y Ciencias Sociales de Buenos Aires.
En el año 1976 fue convocado a integrar la Comisión de Asesoramiento Legislativo, organismo disuelto unos pocos meses más tarde, y durante el mismo año, a pedido de sus propios miembros.

### Actividad en la función pública
Fuera del ámbito académico, fue Vocal de la Corte Suprema de Justicia de la Provincia (1966-1976); conjuez, con desempeño efectivo, de la Corte Suprema de Justicia de la Nación; conjuez de la Excma. Cámara Federal de Apelaciones de Tucumán; Presidente de la Comisión redactora del Anteproyecto de ley registral.
Perteneciente a una familia con tradicional y reconocida militancia en la Unión Cívica Radical, ya que tanto su padre como su abuelo ocuparon cargos electivos representando a dicha agrupación, su ingreso en política fue, sin embargo, tardío y de la mano de otras fuerzas partidarias. Militó en el Partido de Centro, por entonces presidido por José Manuel Avellaneda, que luego concurriría, junto a un desprendimiento de Defensa Provincial Bandera Blanca, y algunas personalidades independientes destacadas en distintos quehaceres en la Provincia, a formar un nuevo partido político denominado Fuerza Republicana. Desde el año 1989 hasta el año 1993 representó, como Diputado Nacional. En su paso por el congreso se destacaron debates y discursos dados como el de la ley de convertibilidad, a la cual se opuso; fue el único de los nueve diputados nacionales por Tucumán que se negó a dar quorum para la privatización de Yacimientos Petrolíferos Fiscales, pues en un intento por romper ese quorum para que cayera la sesión, abandonó el recinto junto al bloque de la Unión Cívica Radical después de que hiciera uso de la palabra Raúl Baglini, radical mendocino, y anunciara que su bloque no podía participar de dicha votación.

En 1990, fue elegido Convencional Constituyente para la reforma de la Constitución de la Provincia de Tucumán, reforma de la que fue su principal inspirador, y en la que impulsó importantes reformas que impactarían en la clase política, inclusive dentro de su partido; tal fue el caso de la creación de un órgano de control como el Tribunal constitucional, y la no reelección del gobernador, intendentes municipales, legisladores y concejales municipales. A su instancia, esa convención sesionó completamente Ad-Honorem, sin generar al erario provincial, ningún desembolso en concepto de dietas o gastos de representación. [cita requerida]
En 1994 fue elegido Convencional Constituyente para la reforma constitucional argentina de 1994; una vez más, a pesar de tener, legalmente, derecho a hacerlo, renunció a percibir su jubilación como Vocal de Corte de la Provincia. En los debates se manifestó como un encendido defensor del derecho a la vida de la persona por nacer, desde su concepción en el seno materno, y fue uno de los más enérgicos opositores al Pacto de Olivos, y a la reelección de Carlos Saúl Menem; por su destacada actuación, fue uno de los oradores en la sesión de clausura de la Convención. En 1995, fue candidato a presidente, por Fuerza Republicana, partido del que se alejó pocos meses después, al negarse a participar en un procedimiento de expulsión de Rafael Bulacio, intendente de Tucumán, que sostenía fraudulento, el cual fue tiempo después invalidado por la justicia. En aquella ocasión, planteó su nulidad como presidente de la convención partidaria.

### Fallecimiento y homenajes
Falleció en San Miguel de Tucumán el 3 de enero de 2005, dos días después de cumplir sus 76 años.
Su memoria fue motivo de reiterados reconocimientos y homenajes como los que, entre otros, le rindieran la Cámara de Diputados de la Nación, la legislatura de su provincia, el III Congreso Iberoamericano de Derecho Civil, las XXIII Jornadas Nacionales de Derecho Civil, la Facultad de Derecho y Ciencias sociales de la UNT, la Universidad Católica Argentina a través de su medio de prensa El Derecho, y el diario La Gaceta, en varias oportunidades.

## Obras
Autor de diversos libros, entre los más destacados, como: Teoría de los contratos (5 volúmenes); Derechos reales (2 volúmenes, y en curso de redacción el resto de la materia); Curso introductorio al Derecho Registral; Fideicomiso-Leasing-Letras hipotecarias-Ejecución hipotecaria-Contratos de Consumición, y Reformas al Código Civil: Compraventa-Leasing-Permuta-Suministro. Además tiene otros numerosos trabajos, la gran mayoría publicados y algunos de ellos inéditos.